# Johann Peter (Schriftsteller, 1858)

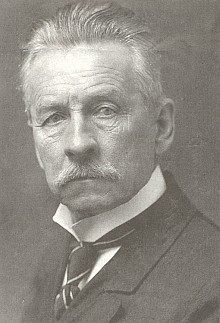
Johann Peter

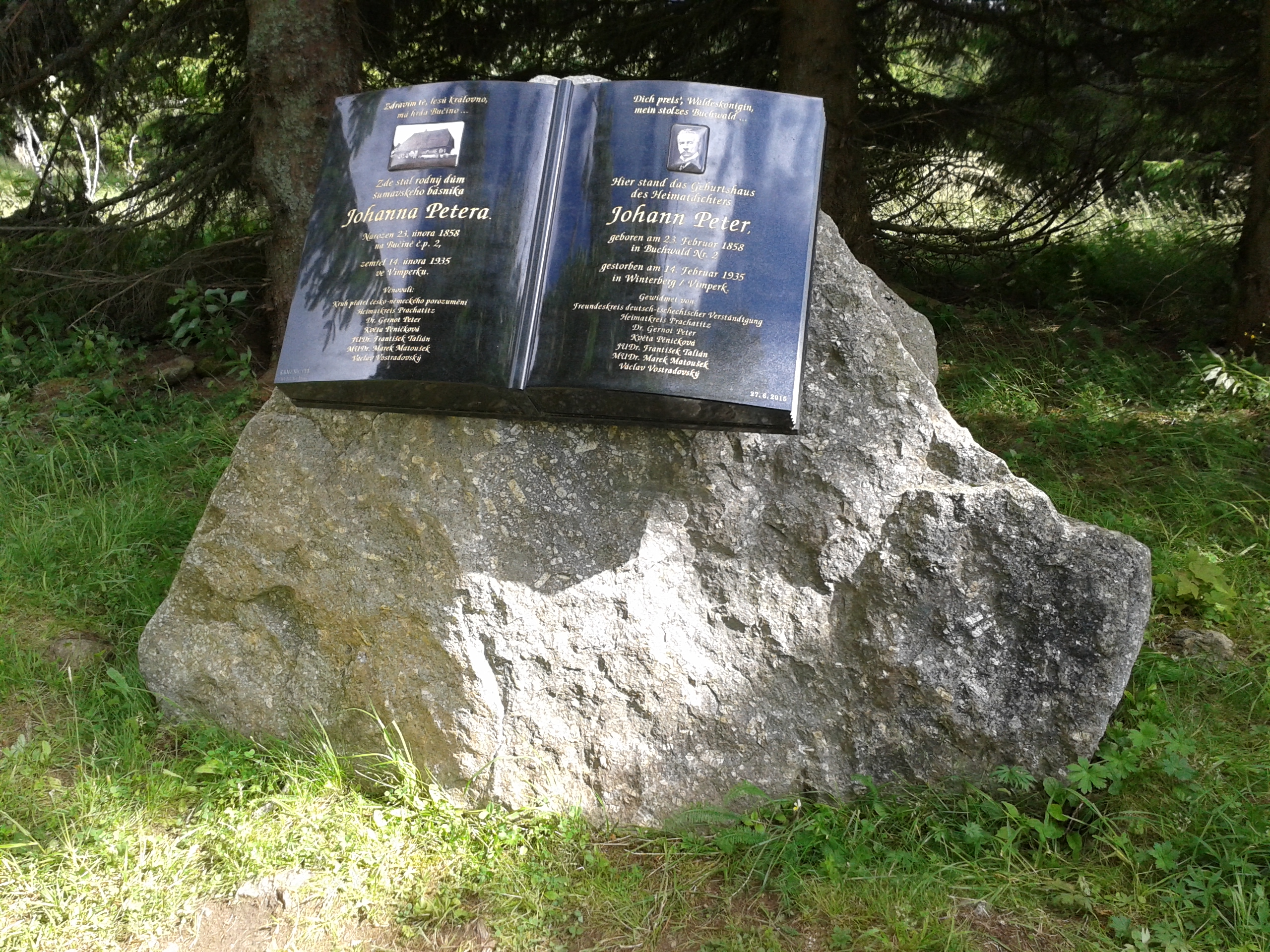
Gedenkstein für Johann Peter in Buchwald

Johann Peter (* 23. Februar 1858 in Buchwald; † 14. Februar 1935 in Winterberg) war ein österreichischer Schriftsteller. Er veröffentlichte auch unter den Pseudonymen Hans von Buchenwald und Hans von der Moldau.

## Leben
Johann Peter besuchte die Schule in Bergreichenstein und absolvierte eine Lehrerausbildung in Budweis. Von 1878 bis 1882 arbeitete er als Unterlehrer in Budweis, bis 1897 als Schulleiter in Großmeiseldorf in Niederösterreich. Die Jahre zwischen 1897 und 1903 verbrachte Johann Peter in Prachatitz. Er war Herausgeber der Zeitschrift „Böhmerwald“ (9 Jahrgänge 1899–1907), Pohl Prachatitz.
1903–1924: Lehrer in Haida (Nordböhmen), zuletzt Oberlehrer in Böhmisch-Leipa.
1930–1935 war Johann Peter in Winterberg (Böhmerwald) wohnhaft.
Johann Peter wurde „Rosegger des Böhmerwaldes“ genannt. Dies bezieht sich sowohl für seinen Lebensweg, der wie bei dem großen steirischen Volksdichter in einem weltabgeschiedenen Walddorf – Buchwald, dem höchstgelegenen Dorf des Böhmerwaldes – seinen Ausgang nahm, als auch für das dichterische Werk, das immer wieder um seine geliebte Waldheimat, den Böhmerwald, um Dorfleben, Sitte und Brauchtum kreist.
Der Erzählband „Es war einmal im Böhmerwald“ wurde von seinem Urenkel Marc-Antoine Johannes Peter beim Verlag Robert Baierl in Passau neu herausgegeben.

## Werke
- Frühling, Wald und Liebe, Gedichtband, Verlag Ludolf Hansen, Budweis, 1881.
- Charakter- und Sittenbilder aus dem Böhmerwald, Leykam, Graz 1886.
- Buchengrün. Neue Gestalten und Geschichten aus dem deutschen Böhmerwald, Leipzig 1887.
- Wildfarren. Geschichten aus dem böhmisch-bayerischen Grenzgebirge, Leipzig 1889, Neudruck, Henricus Berlin 2018
- Dorfgeschichten aus dem Böhmerwalds, G. Körner, Leipzig 1890
- Junges Blut. Dorfgeschichten aus dem Böhmerwald, Leipzig 1891.
- Der Poet im Dorfschulhause, Ausgewählte Gedichte, Großenhain und Leipzig 1894
- Waldmeister und Enzian. Geschichten aus dem Böhmerwalds, Leipzig 1896.
- Im tiefen Keller. Dorfgeschichten aus dem niederösterreichischen Weinlande, Linz, Wien, Leipzig 1898.
- Der Schelm aus dem Böhmerwalde. Ein lustiges Buch von Johann Peter, Verlag von Baumert und Ronge, Großenhain und Leipzig, 1903. u. a.
- "Wie die Fanta zu einem Mann kam". Erzählung
- Granit und Gneis. Neue Geschichten aus dem böhmisch-bayrischen Hochwalde, Essen 1909
- Schwänke und Schnurren. Geschichten aus dem Böhmerwald, Brixen 1913.
- Der Richterbub. Ein Heimatbuch aus eigener Jugend, Herder, Freiburg/B. 1914, 2. Auflage 1922, Neuauflage 2017 Ohetaler Verlag Grafenau
- Volksedelinge. Ein Heldenbuch für die deutsche Jugend, München 1916.
- Helden aus dem Volke. Kriegsgeschichten aus der österreichischen Armee, Prag, Wien, Leipzig 1916.
- Tanne und Rebe, Dorfgeschichten aus dem Böhmerwalde und dem niederösterreichischen Weinland, Regensburg 1917.
- Aus dem deutschen Urwald. Geschichten aus dem Böhmer- und Bayerischen Wald, Regensburg, Wien 1918
- Sprossender Wald, Gedichte, Budweis 1929.
- Der Schelmenpeter. Ein Heimatbuch aus eigener Jugend für die Jugend, Deutsche Jugendbücherei, Band 2. Staatliche Verlagsanstalt in Prag, 1934
- Sitten und Bräuche im niederösterreichischen Weinlande, Mistelbach 1998. (reprint 1912)
- Geschichten aus dem Böhmerwald, Passau 1996, Erstausgabe 1907.
- Es war im Böhmerwald, München 1968, Erstausgabe Essen 1908.
- Jugendtage im Böhmerwald, Frankfurt/a. M. 1924.
- Kulturhistorische Aufsätze, Prosa und Lyrik

Erzählungen
- Der Rankelsepp gewinnt die Wette
- Unter der großen Tanne
- Eine Perle der Böhmerwaldforste
- Der Waldschlag
- Die „Kranzlflechterin“
- Die Bauernstube im Böhmerwalde